# Bijan Chemirani
Bijan Chemirani (* 1979) ist ein französischer Perkussionist iranischer Herkunft.
Chemirani, der in der Haute Provence aufwuchs, bekam seine erste Zarb im Alter von sieben Jahren von seinem Vater Djamchid Chemirani. Er versuchte sich dann zunächst auf der Kamantsche, dem Klavier und Akkordeon, bevor er schließlich zur Zarb zurückkehrte. Unterrichtet wurde er von seinem Vater und seinem älteren Bruder Keyvan, mit denen er seit 1999 das Trio Chemirani bildet.
2001 veröffentlichte er sein erstes Album Gulistan, an dem, neben seinem Vater und seinem Bruder, Ross Daly, Sokratis Sinopoulos, der Komponist Henri Agnel und der Sänger Manu Théron mitwirkten. Im folgenden Jahr entstand in Zusammenarbeit mit Pape N’Diaye, Loy Ehrlich, Peter Riuz, Levon Minassian, seinen Schwestern Mardanje und Maryam sowie Stelios Petrakis sein zweites Album Eos, auf dem er neben der Zarb auch Saz spielte. 2003 folgte das dritte Album Kismet und ein Auftritt beim Festival Strictly Mundial in Marseille.
In den folgenden Jahren zählten Musiker wie Jean-Marc Padovani, Yom (Klarinette), Patrick Vaillant (Mandoline), Juan Carmona (Flamencogitarre), Amina Alaoui, Annie Ebrel und Sam Karpienia (Gesang), Serge Teyssot-Gay (Gitarre), Sylvain Luc (Joko, 2006) und Sting zu seinen Partnern. 2007 gründete er mit seiner Schwester Maryam, Maria Simoglou, Harris Lambrakis, Kevin Seddiki und Pierlo Bertolino die Gruppe Oneira. Deren erstes Album Si La Mar erschien 2009, 2012 folgte Tâle Yâd. Weitere Projekte realisierte er u. a. mit Sam Karpienia und Ulaş Özdemir. 2013 veröffentlichte er mit dem Gitarristen Kevin Seddiki das Duoalbum Imaginarium. Gemeinsam mit dem Cellisten Jean-Guihen Queyras, Sokratis Sinopoulos und seinem Bruder entstand 2015 das Cross-Over-Album Thrace: Sunday Morning Sessons. Mit dem Kontratenor Samuel Cattiau, dem Gitarristen Quentin Dujardin, dem Geiger Léo Ullmann und dem Cellisten Matthieu Saglio bildete er das Quintett Resonance  (Illuminations, 2019).